# Жаклін Кеннеді
Жаклін Був'є (фр. Jacqueline Bouvier), у першому шлюбі Кеннеді (англ. Kennedy), в другому Онассіс (англ. Onassis) (нар. 28 липня 1929 — 19 травня 1994), широко знана як Джекі (англ. Jackie) — перша леді США з 1961 до 1963 року, світська особа. Дружина 35-го президента США Джона Кеннеді. Одна з найпопулярніших жінок свого часу, законодавиця моди та краси в Америці й Європі, героїня світської хроніки. Працювала редакторкою у кількох видавництвах.

## Біографія

### Ранні роки
Жаклін Був'є народилась 28 липня 1929 року в престижному передмісті Нью-Йорку Саутгемптоні в сім'ї брокера Джона Бувьє III і Джанет Нортон Лі. Сім'я матері мала ірландське походження, а батька — французьке та англійське. 1933 року народилась її сестра Керолайн Лі . 
Батьки Жаклін розлучилися 1940 року, і її мати в 1942 році пошлюбила мільйонера спадкоємця Standard Oil Гью Очінклосса. Від цього шлюбу народилося дві дитини: Джанет і Джеймс Очінклосс. В юному віці Жаклін стала неперевершеною наїзницею. Верхова їзда залишилася її пристрастю протягом усього життя. Дитиною вона також полюбила малювання, читання і лакрос.

### Шлюб із Джоном Кеннеді

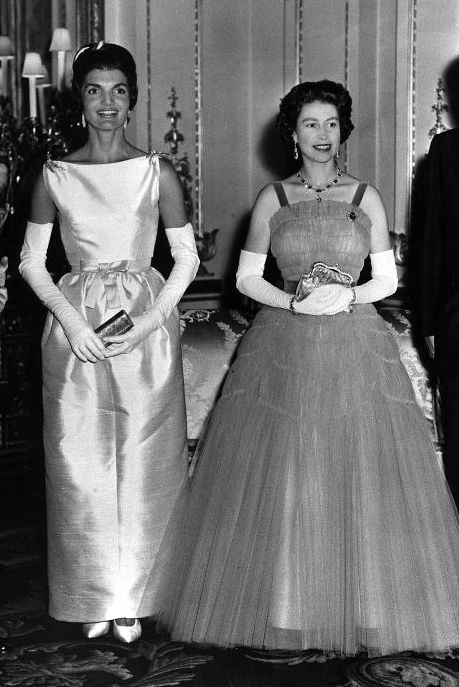
Жаклін Кеннеді з королевою Єлизаветою, 1961

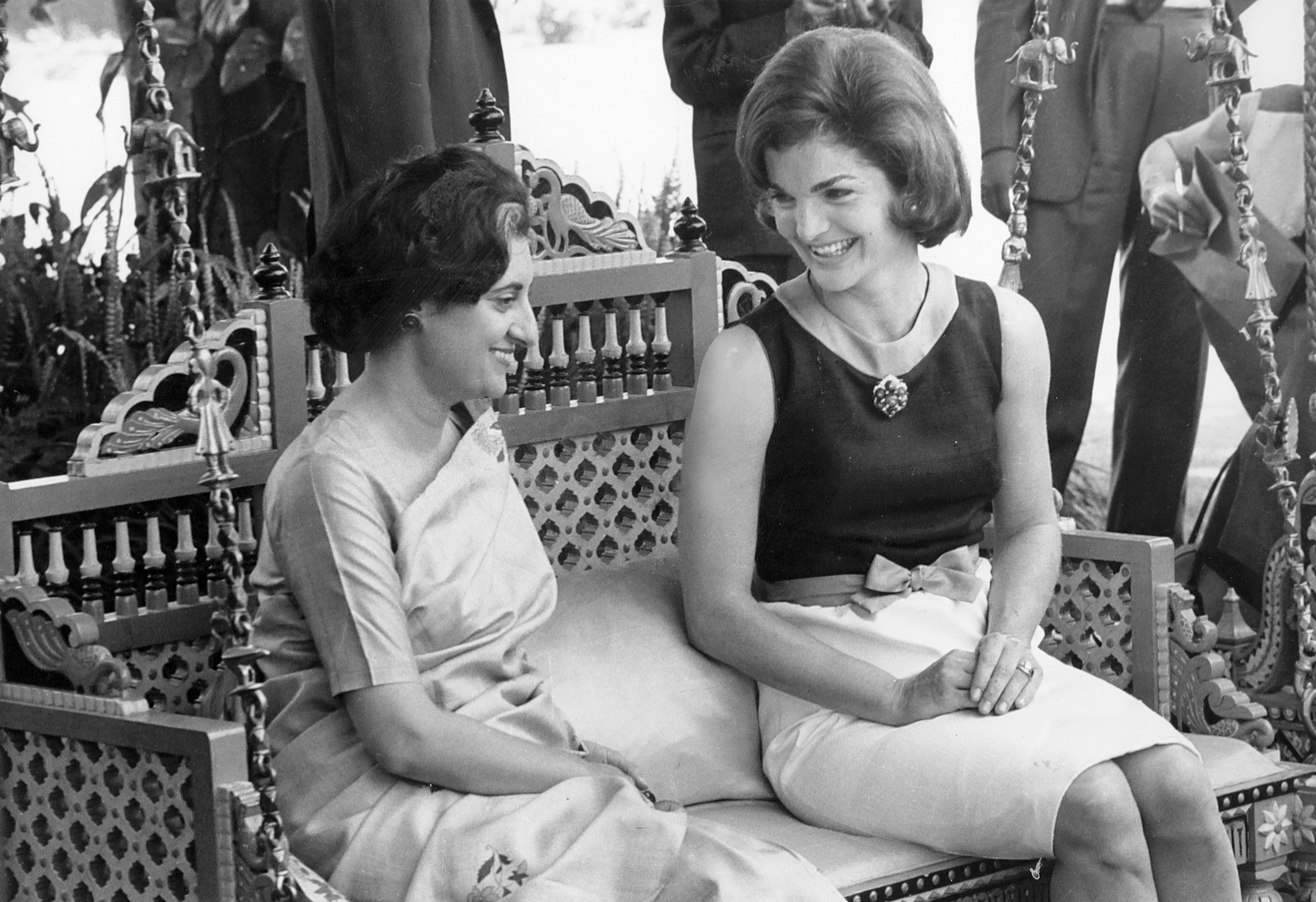
З Індірою Ганді, 1962

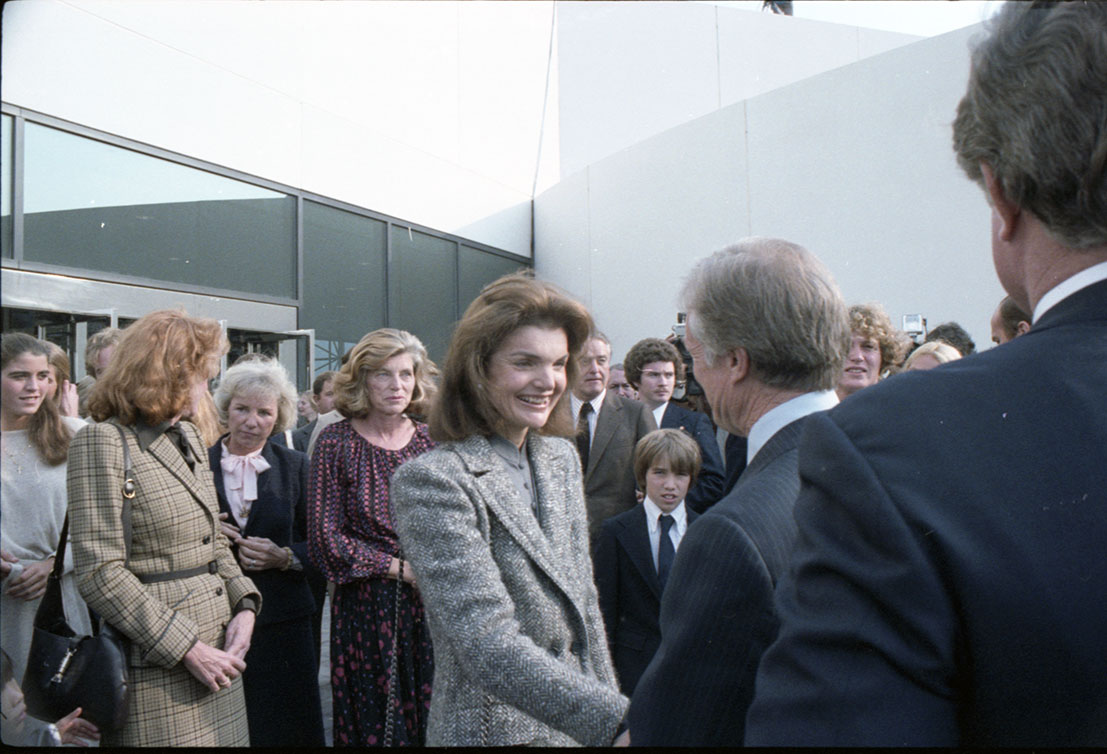
З Джиммі Картером, 1979

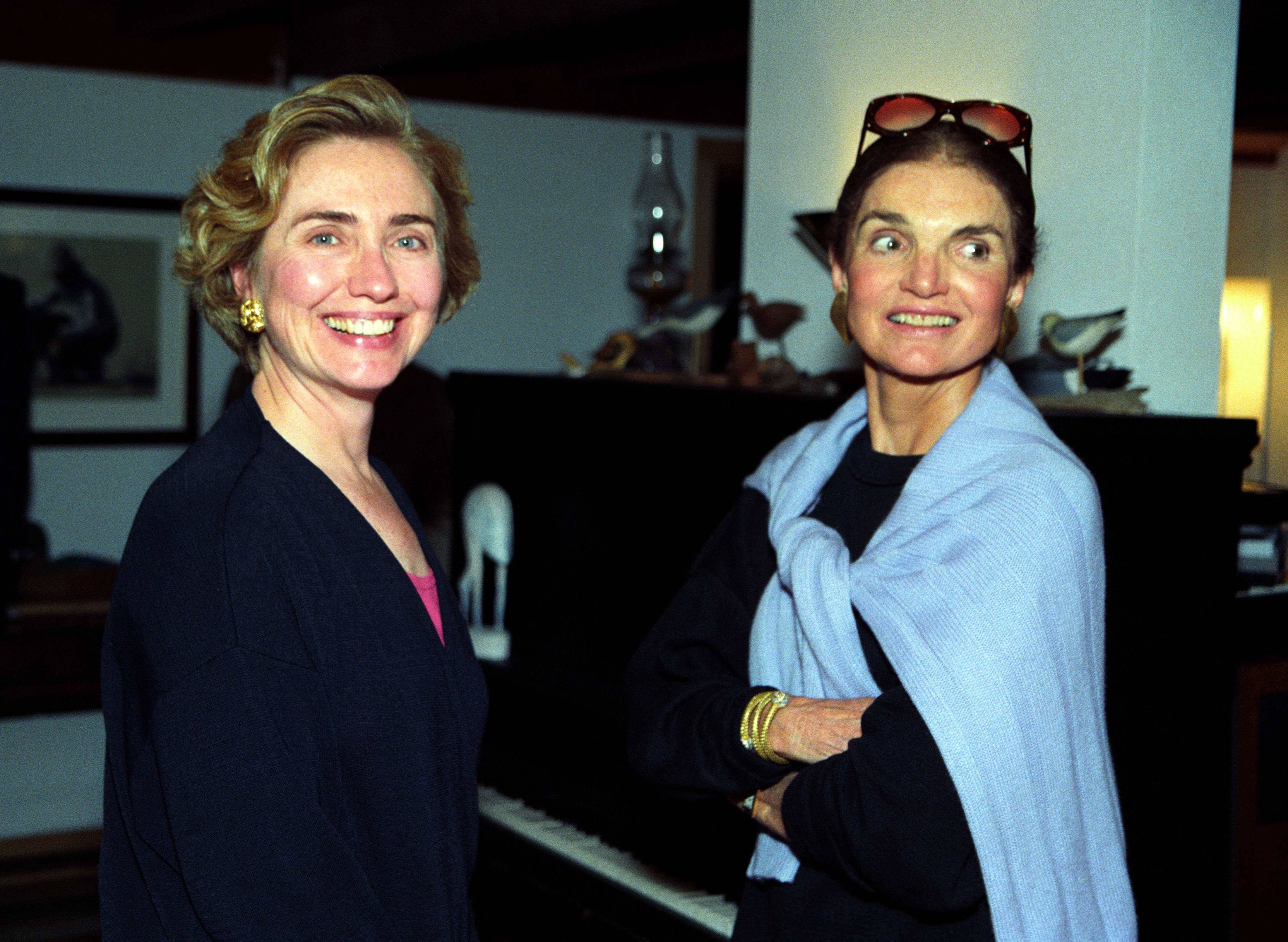
З Гілларі Клінтон, 1993

1952 року Жаклін Був'є познайомилася з Джоном Кеннеді, вразивши його своєю інтелігентністю і красою. 12 вересня 1953 року відбулося одруження сенатора Кеннеді та Жаклін Був'є. В шлюбі народила чотирьох дітей, з яких вижили двоє: Кароліна (р. н. 1957) і Джон-молодший (1960–1999, загинув в авіакатастрофі).
22 листопада 1963 року в місті Далласі (штат Техас) чоловіка, натоді 35-го президента США, що їхав разом із нею в президентському автомобілі кортежу, убили пострілом з рушниці.

### Стосунки з Робертом Кеннеді
Після вбивства чоловіка Жаклін Кеннеді багато в чому покладалася на свого швагра Роберта Кеннеді; вона зауважила, що він «найменше схожий на свого батька» з братів Кеннеді. Після того, як вона пережила викидень на початку шлюбу, він, а не її чоловік, залишився з нею в лікарні. Після вбивства Роберт замінив батька її дітям, доки його власна велика сім'я та обов'язки генерального прокурора не вимагали від нього уваги.  
Жаклін Кеннеді переконала його залишитися в політиці та підтримала його балотування в 1964 році на посаду сенатора США від Нью-Йорка. У січні 1968 року радники Роберта закликали його взяти участь у перегонах, він відповів: «Це залежить від того, що Джекі хоче, щоб я зробив». Вона зустрілася з ним і, попри свої занепокоєння щодо суспільних настроїв проти Роберта у США і хвилювання про його безпеку, агітувала за свого зятя та підтримувала його. 
Коли 5 червня 1968 року Роберта Кеннеді вбили, Жаклін Кеннеді поспішила до Лос-Анджелеса, щоб приєднатися до його дружини Етель, її зятя Теда та інших членів родини Кеннеді біля його лікарняного ліжка. Після смерті швагра Жаклін Кеннеді зазнала рецидиву депресії, від якої вона страждала після вбивства чоловіка.

### Шлюб з Аристотелем Онассісом
З 1968 року одружилася з грецьким мільярдером Аристотелем Онассісом (до його смерті в 1975).
У 1970 році, прикинувшись садівником-мексиканцем  і заховавши камеру в тачку з дерном, папараці Рон Галелла пробрався на острів, що ретельно охоронявся, — приватну власність Онассіса, і сфотографував Жаклін Кенеді Онассіс топлес. За фотографію він отримав 1 200 000 $.
У тому ж році знімки були опубліковані в порнографічному американському журналі «Hustler», що принесло йому справжній успіх.

### Хвороба та смерть
У листопаді 1993 року Жаклін Кеннеді Онассіс була скинута з коня під час полювання на лисиць у Міддлбурзі, штат Вірджинія, і доставлена до лікарні для обстеження. У її паху виявили опухлий лімфатичний вузол, який лікар спочатку невірно діагностував як інфекцію. Її здоров'я погіршувалося протягом шести місяців. У грудні з'явилися нові симптоми, зокрема біль у животі та збільшення лімфовузлів на шиї. Їй діагностували неходжкінську лімфому, рак крові. Вона почала хімієтерапію в січні 1994 року і публічно оголосила діагноз, заявивши, що початковий прогноз був добрим.
Вона продовжувала працювати в Doubleday, але в березні рак поширився на її спинний і головний мозок, а в травні — на печінку і був визнаний термінальним. 18 травня 1994 р. Онассіс здійснила останню поїздку додому з нью-йоркської лікарні – Корнельського медичного центру. Наступної ночі о 22:15 вона померла уві сні у своїй квартирі на Манхеттені, у віці 64 років, поруч з дітьми. 
Вранці її син, Джон Ф. Кеннеді-молодший, оголосив пресі про смерть матері, заявивши, що вона була «оточена своїми друзями та сім'єю, своїми книгами, людьми та тим, що вона любила». Він додав, що «вона зробила це по-своєму і на своїх власних умовах, і нам усім через це пощастило».
23 травня 1994 року її похоронну месу відслужили за кілька кварталів від її квартири в церкві Св. Ігнатія Лойоли — католицькій парафії, де вона була охрещена в 1929 році і була конфірмована підлітком — і попросили не знімати події, для конфіденційності. Похована на Арлінгтонському національному кладовищі в Арлінгтоні, штат Вірджинія, разом із президентом Кеннеді, їхнім сином Патріком і мертвонародженою дочкою Арабеллою. Президент Білл Клінтон виголосив надгробне слово на її могилі. 
Жаклін Кеннеді Онассіс залишила маєток, який оцінили в 43,7 мільйона доларів.

## Фільми

### Художні
- «Жаклін Був'є Кенеді» (Jacqueline Bouvier Kennedy, 1981)
- «Жінка на ім'я Джекі» (1991)
- «Сірі сади» (2009), в ролі Кеннеді — Джинн Тріплгорн
- «Клан Кеннеді» (мінісеріал; 2011), в ролі Кеннеді — Кеті Голмс
- «Дворецький» (2013), в ролі Кеннеді — Мінка Келлі
- «Джекі» (2016), в ролі Кеннеді — Наталі Портман

### Документальні
- «Жаклін Кеннеді. Королева стилю».
- «Жаклін Кеннеді. Від першої особи».